# ステラかなえ
ステラ かなえ（Stella Kanae、1980年9月28日 - ）は、ユーゴスラビア・ベオグラード出身のファッションモデル。
血液型はA型。身長169cm。サイズはB81・W57・H89。髪ダークブラウン。瞳ダークブラウン。
父親がセルビア人で母親が日本人。日本には、5歳の時から住んでいる。
2002年、日米会話学院を卒業。2002年11月にデビュー。成城学園前でライブハウス、ケーキショップを始める。

## 雑誌
- 『ヴァンテーヌ』アシェット婦人画報社
- 『NHKウイークリーステラ』2003年6月27日号、NHKサービスセンター
- 『FLASH EXCITING』2004年4月20日号、光文社

## TV
- にっぽん釣りの旅（NHK）2003年4月から（かなえのつり日記）
- スペイン語会話（NHK教育）2004年4月から2005年3月まで

| スタブアイコン | サブスタブ | この項目は、まだ閲覧者の調べものの参照としては役立たない、ファッションに関連した人物の書きかけの項目です。この項目を加筆・訂正などしてくださる協力者を求めています（P:ファッション）。 |